# سزار (فیلم)
سزار (به فرانسوی: César) یک فیلم فرانسوی محصول ۱۹۳۶ است که توسط مارسل پانیول کارگردانی شده‌است. این فیلم آخرین قسمت از سه‌گانه پانیول است که با فیلم ماریوس آغاز شد و با فیلم فانی دنبال شد. برخلاف دو فیلم گذشته، سزار بر اساس نمایشنامه‌ای از خود پانیول ساخته نشده‌است بلکه از ابتدا به صورت فیلم‌نامه بوده‌است و سپس در سال ۱۹۴۶ توسط خود وی به صورت نمایشنامه نیز نوشته شد.

## داستان فیلم
اونورِه پانیزه در حال مرگ است در حالی که دوستان و خانواده‌اش بر بالینش هستند. او در برابر دوستانش برای کشیش اعتراف می‌کند، و از این امر نگران نیست؛ ولی او نمی‌تواند که به پسر خود سزاریوت بگوید که پدر حقیقی او ماریوس است که پسر خواندهٔ سزار، پدربزرگ سزاریوت است. پانیزه بر اثر فشار کشیش، این امر را به فانی، مادر پسر، واگذار می‌کند. پس از مراسم خاکسپاری، فانی موضوع را به سزاریوت می‌گوید. سزاریوت سپس به دنبال ماریوس به شهر تولُن می‌رود تا در آنجا بهتر او را بشناسد. او را در آنجا که یک تعمیرگاه دارد و در قالب آن به فعالیت‌های غیرقانونی از جمله قاچاق مواد مخدر، مشغول است، پیدا می‌کند. وی خود را به عنوان یک روزنامه‌نگار که قایقش دچار مشکل شده‌است جا می‌زند، زیرا که از برخورد پدر حقیقی با خود هراسان است. سزاریوت با او به ماهیگیری می‌رود و تلاش می‌کند که به او نزدیک شود. سزاریوت او را مردی مهربان و خوش قلب می‌یابد. فانی و سزار که از ملاقات سزاریوت با ماریوس آگاه می‌شوند به شدت برمی‌آشفتند؛ ولی سزاریوت آن‌ها را در برابر یکدیگر قرار می‌دهد تا با یکدیگر رودررو پس از ۱۵ سال گفتگو کنند.